# Grana (Droma)
Grana és un municipi francès situat al departament de la Droma i a la regió d'Alvèrnia-Roine-Alps. L'any 2007 tenia 1.694 habitants.

## Demografia

### Població
El 2007 la població de fet de Grana era de 1.694 persones. Hi havia 664 famílies de les quals 160 eren unipersonals (72 homes vivint sols i 88 dones vivint soles), 212 parelles sense fills, 232 parelles amb fills i 60 famílies monoparentals amb fills.
La població ha evolucionat segons el següent gràfic:
Habitants censats

### Habitatges
El 2007 hi havia 816 habitatges, 678 eren l'habitatge principal de la família, 90 eren segones residències i 48 estaven desocupats. 691 eren cases i 106 eren apartaments. Dels 678 habitatges principals, 530 estaven ocupats pels seus propietaris, 127 estaven llogats i ocupats pels llogaters i 21 estaven cedits a títol gratuït; 8 tenien una cambra, 27 en tenien dues, 90 en tenien tres, 194 en tenien quatre i 359 en tenien cinc o més. 493 habitatges disposaven pel capbaix d'una plaça de pàrquing. A 267 habitatges hi havia un automòbil i a 364 n'hi havia dos o més.

### Piràmide de població
La piràmide de població per edats i sexe el 2009 era:
| Homes | Edats   | Dones |
| ----- | ------- | ----- |
| 0     | 95 o +  | 3     |
| 6     | 90 a 94 | 5     |
| 6     | 85 a 89 | 23    |
| 8     | 80 a 84 | 13    |
| 27    | 75 a 79 | 39    |
| 33    | 70 a 74 | 35    |
| 35    | 65 a 69 | 51    |
| 31    | 60 a 64 | 31    |
| 40    | 55 a 59 | 40    |
| 67    | 50 a 54 | 61    |
| 75    | 45 a 49 | 80    |
| 60    | 40 a 44 | 71    |
| 61    | 35 a 39 | 76    |
| 46    | 30 a 34 | 48    |
| 38    | 25 a 29 | 41    |
| 39    | 20 a 24 | 35    |
| 65    | 15 a 19 | 77    |
| 77    | 10 a 14 | 70    |
| 50    | 5 a 9   | 62    |
| 32    | 0 a 4   | 40    |

## Economia
El 2007 la població en edat de treballar era de 1.090 persones, 809 eren actives i 281 eren inactives. De les 809 persones actives 745 estaven ocupades (381 homes i 364 dones) i 64 estaven aturades (31 homes i 33 dones). De les 281 persones inactives 93 estaven jubilades, 93 estaven estudiant i 95 estaven classificades com a «altres inactius».

### Ingressos
El 2009 a Grana hi havia 686 unitats fiscals que integraven 1.723 persones, la mediana anual d'ingressos fiscals per persona era de 17.649 €.

### Activitats econòmiques
Dels 97 establiments que hi havia el 2007, 1 era d'una empresa extractiva, 6 d'empreses alimentàries, 4 d'empreses de fabricació d'altres productes industrials, 17 d'empreses de construcció, 20 d'empreses de comerç i reparació d'automòbils, 3 d'empreses de transport, 6 d'empreses d'hostatgeria i restauració, 2 d'empreses d'informació i comunicació, 3 d'empreses immobiliàries, 13 d'empreses de serveis, 9 d'entitats de l'administració pública i 13 d'empreses classificades com a «altres activitats de serveis».
Dels 23 establiments de servei als particulars que hi havia el 2009, 1 era una oficina de correu, 2 tallers de reparació d'automòbils i de material agrícola, 3 paletes, 2 guixaires pintors, 4 fusteries, 4 electricistes, 3 perruqueries, 1 restaurant, 1 agència immobiliària i 2 salons de bellesa.
Dels 8 establiments comercials que hi havia el 2009, 1 era una gran superfície de material de bricolatge, 1 una botiga de menys de 120 m², 1 una fleca, 1 una carnisseria, 1 una llibreria, 1 una botiga d'electrodomèstics, 1 una botiga de mobles i 1 una floristeria.
L'any 2000 a Grana hi havia 58 explotacions agrícoles que ocupaven un total de 1.219 hectàrees.

## Equipaments sanitaris i escolars
L'únic equipament sanitari que hi havia el 2009 era una farmàcia.
El 2009 hi havia 1 escola maternal i 2 escoles elementals.

## Poblacions més properes
El següent diagrama mostra les poblacions més properes.